# いたずらウォッチング!!
『いたずらウォッチング!!』は、かつてフジテレビ系列局で不定期放送されていたバラエティ番組である。フジテレビとジャパンプロデュースの共同製作。

## 概要
『スターどっきり㊙報告』の姉妹番組で、こちらは芸能人ではなく一般人にどっきりを仕掛け騙していた。司会は、『スターどっきり㊙報告』でリポーターを務めていた田代まさしと桑野信義が担当。『火曜ワイドスペシャル』枠・『おもしろバラエティ』枠・『ファミリーランド』枠での放送が主だったが、1993年7月24日（土曜） 19:00 - 20:54 （日本標準時）に単独で放送されたこともある。
また、1990年4月から同年9月までは『ザ・ウォッチング!!』と題し、毎週土曜 20:00 - 20:54 （日本標準時）にレギュラー放送されていた。こちらは、番組前半では『いたずらウォッチング!!』と同様のいたずらをする模様を放送していたが、後半では一転してシリアスなドキュメンタリーを放送するという構成を取っていた。司会は、半年前までこの時間帯に放送されていた『オレたちひょうきん族』に出演していた島田紳助と井森美幸が務めていた。

## スタッフ
- 企画：小林義和（フジテレビ）
- 構成：高橋暁、小泉修治
- 演出：米倉伸
- プロデューサー：狭間忠行、川上秀次郎
- 技術協力：共同テレビジョン、INFAS
- 制作：フジテレビ、ジャパンプロデュース

| フジテレビ系列 土曜20:00枠                         | フジテレビ系列 土曜20:00枠                   | フジテレビ系列 土曜20:00枠                                                 |
| 前番組                                             | 番組名                                       | 次番組                                                                     |
| -------------------------------------------------- | -------------------------------------------- | -------------------------------------------------------------------------- |
| あいつがトラブル （1989年12月2日 - 1990年3月24日） | ザ・ウォッチング!! （1990年4月 - 1990年9月） | ウッチャンナンチャンのやるならやらねば! （1990年10月13日 - 1993年6月26日） |